# 플로리다주
플로리다주(영어: State of Florida, 문화어: 플로리더 주)는 미국 남동부의 주이다. 주의 대부분은 멕시코만과 대서양 사이에 놓인 플로리다반도이다. 인구는 약 2천337만 명으로, 미국에서 세번째로 인구가 많은 주이다.
주도는 탤러해시(Tallahassee)이다. 주요 도시는 마이애미, 탬파, 잭슨빌, 올랜도이다. 케네디 우주 센터, 스페이스포트 플로리다, 월트 디즈니 월드 리조트, 유니버설 올랜도 리조트, 시월드 오프 플로리다 등이 유명하다.
플로리다 주는 멕시코만, 대서양, 플로리다 해협 사이의 큰 반도에 위치해 있다. 북쪽으로 조지아주와 앨라배마주와 접하며, 서쪽으로 앨라배마 주와 접한다. 카리브해의 바하마와 쿠바 등, 서인도 제도의 여러 나라와 근접해 있다. 해발 105m의 브리튼 봉은 플로리다 주의 최고봉이다. 키웨스트(Key West)는 플로리다반도 앞바다의 100km 떨어진 해상에 있는 산호초 위의 보양지로서, 미국의 최남단에 위치한다. 본토의 플로리다 키스와 전장 270km의 마이애미 키웨스트 해상도로로 연결된다.
북부 지역과 중부 지역에서는 온난 습윤 기후, 남부는 열대 몬순 기후와 사바나 기후가 나타난다.

## 역사

### 초기 역사
매장의 흙무더기들이 대략 12,000년 전에 인디언들이 살던 지방이었던 것을 보여주는 플로리다 주의 서부 해안을 따라 찾아졌다. 남부에 살던 칼루사 족과 테퀘스타 족, 반도의 중부에 있는 대서양 해안에 살던 아이스 족은 사냥과 어업을 하면서 살았다. 중부와 북동부 지방에 살던 티무쿠아 족과 북서부에 살던 애펄레이치 족은 농부와 사냥꾼들이었다. 다른 인디언들은 탬파베이 지역의 토코바가 족과 주요 지방에 살던 마타쿰베 족을 포함한다.

### 탐험과 스페인의 정착

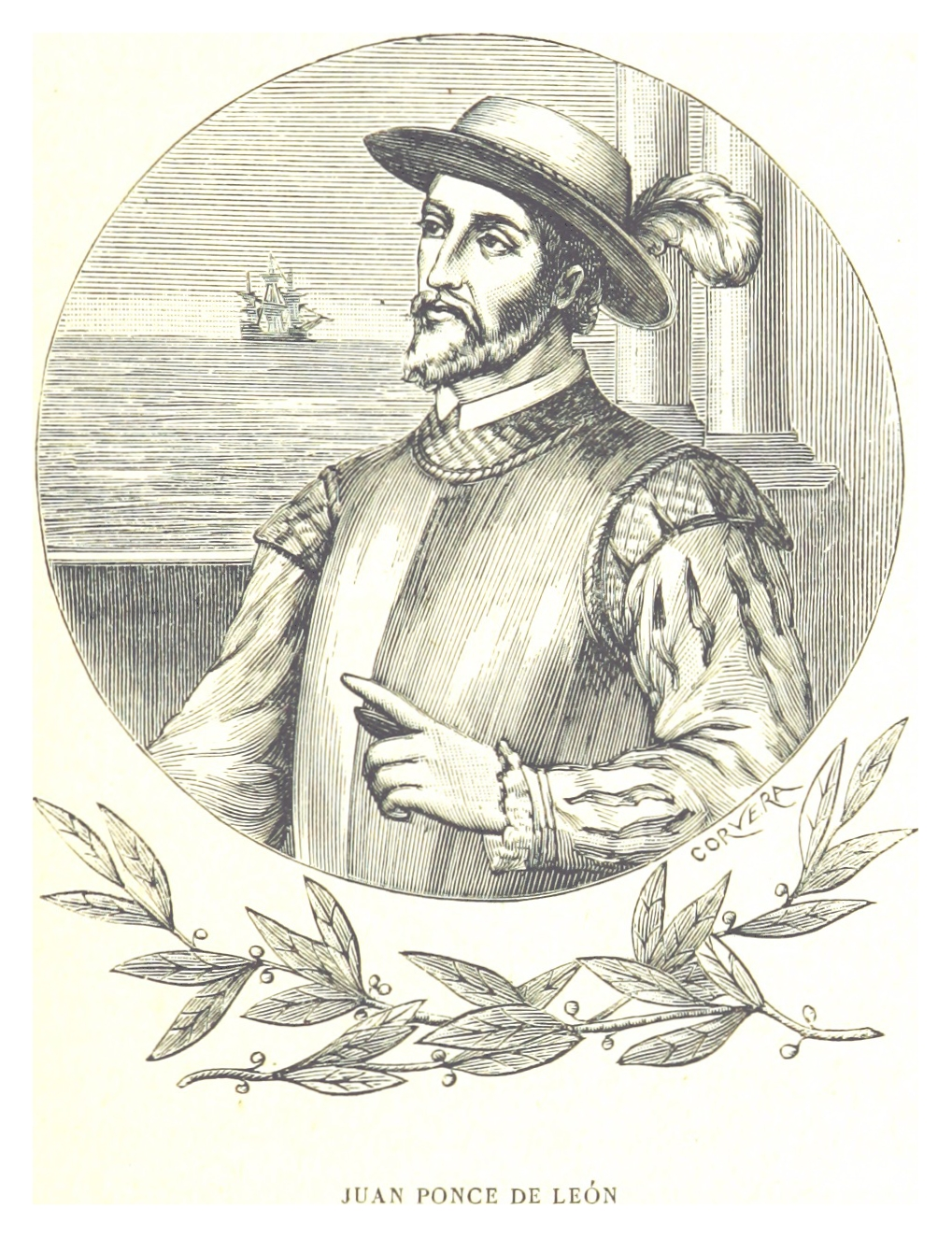
플로리다에 처음으로 도달한 후안 폰세 데 레온

탐험가 후안 폰세 데 레온은 부활절이 끝난 며칠 후에 1513년 플로리다에 도달하였다. 그는 스페인인들이 쿠바의 북쪽에 있다고 생각한 비미니를 수색해왔다. 어떤 이야기들은 비미니가 젊음의 샘이 있는 곳이다고 말하였다. 폰세 데 레온은 지방을 스페인을 위한 주장을 하여 "꽃의 축제"란 뜻으로 라 플로리다라고 이름을 지었다. 그는 1521년에 식민지를 시작하려고 플로리다에 돌아왔으나 칼루사 인디언들과 전투에서 상처를 입어 곧 사망하였다.
1528년 판필로 데 나르바에스라 불리는 스페인인이 몇 백명의 남자들의 원정대를 플로리다의 남서부 해안으로 이끌었다. 그러나 적대적인 인디언들, 병, 굶주림 그리고 바다에서 폭풍으로 인해 결국 나르바에스와 그의 부하들 거의를 죽게 했다.

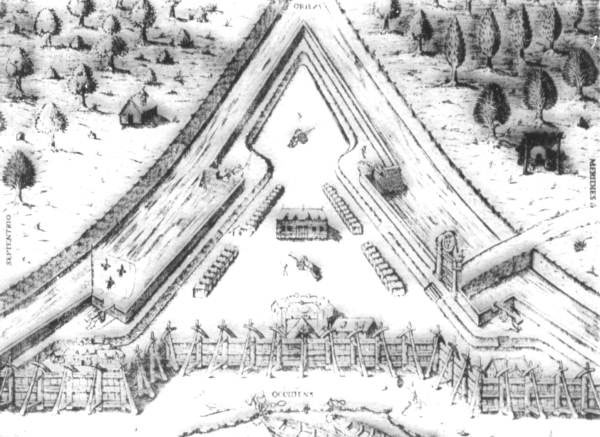
캐롤라인 요새

1564년 프랑스 개신교도인 위그노들이 세인트존스강에 식민지를 설립하였다. 이들은 현재 잭슨빌 근처에 캐롤라인 요새를 지었다. 스페인의 펠리페 2세는 플로리다에서 프랑스인들을 몰아내는 데 페드로 메넨데스 데 아빌레스라는 선장을 보냈다. 메넨데스와 그의 부하들은 1565년 플로리다에 도착하였다. 그들은 현재 미국에 있는 첫 영구적 유럽인 정착지인 세인트오거스틴을 세웠다. 그들은 플로리다 동부에서 프랑스군을 괴멸해냈고 프랑스의 식민지 건설 시도들을 막아냈다.
스페인인들은 인디언들에게 자신들의 생활 방향을 가르치는 것을 시도하는 데 다음 200년을 보냈다. 그 동안에 영국의 식민주의자들이 북부에 정착지들을 설립하고 프랑스는 서부로 식민지들을 시작하였다. 1700년대 중반에 영국과 프랑스 식민주의자들 사이에 전쟁이 일어났다. 스페인은 프랑스의 편을 들었다. 1762년 영국군은 쿠바의 아바나를 점령하였다. 1763년 스페인은 아바나를 위한 교환에서 플로리다를 영국에 주었다.

### 영국의 통치 기간

1767년에 확장된 서부 플로리다

영국은 플로리다를 2개의 갈라진 식민지들 - 동부 플로리다와 서부 플로리다로 분배하였다. 서부 플로리다는 애펄레이치콜라 강의 서부 지방의 일부를 포함하였으며, 또한 현재의 앨라배마, 미시시피와 루이지애나의 일부들을 포함하기도 하였다. 동부 플로리다는 플로리다 지방의 나머지를 포함하였다. 영국의 플로리다 통치는 미국 독립 전쟁이 일어나는 동안에 1779년 스페인군이 서부 플로리다로 입성할 때까지 지속되었다. 이미 전쟁에 의하여 약해진 영국은 1781년 서부 플로리다를 스페인에 항복하였다. 스페인은 1783년 플로리다의 전부 통치를 다시 얻었다.

### 두 번째 스페인의 통치 기간
1783년 독립 전쟁이 끝난 후 미국은 스페인령 플로리다를 제외한 현재 대서양에서 미시시피강까지 영유된 모든 대지를 통치하였다. 인디언들과 도망 노예들과 죄수들이 플로리다 지방에 피난하였다. 1812년 동부 플로리다 정착자들의 단체가 반란을 일으켜 스페인으로부터 자신들의 독립을 선언하였다. 그러나 스페인군은 반란을 멈추었다.
미영 전쟁이 일어나는 동안에 스페인은 영국이 펜서콜라를 해군 기지로서 이용하도록 하였다. 1814년 앤드루 잭슨 장군이 이끄는 미군은 플로리다로 돌진하여 펜서콜라를 점유하였다. 제1차 세미놀 전쟁이 일어나는 동안에 잭슨은 멕시코만에 있는 포트 세인트 마크스를 포획하고나서 다시 한 번 펜서콜라를 차지하였다. 결국 1819년의 애덤스-오니스 조약에서 스페인은 플로리다를 미국에 넘겨주는 데 동의하였다.

### 준주 시대
플로리다는 정식으로 1821년 미국의 통치 아래로 왔다. 앤드루 잭슨은 그해의 11월까지 일시적 총독을 지냈다. 1822년 미국 의회는 플로리다 준주를 결성하여 윌리엄 P. 듀벌이 초대 준주의 총독이 되었다.
수천명의 미국인 정착자들이 플로리다로 쏟아져 들어왔다. 그들이 향하던 주요 문제들 중의 하나는 정착을 위하여 충분한 대지를 찾는 것이었다. 세미놀 족은 준주의 가장 부유한 농장 지대의 어떤 지역에 살았다. 미국 정부는 만약 세미놀 족이 플로리다 준주를 떠난다면 그들에게 미시시피 강의 서부 대지를 제공하였다. 어떤 세미놀 족은 제공을 받아들였으나 다른이들은 자신들의 집을 떠나는 데 거부하였다. 제2차 세미놀 전쟁은 더 많은 세미놀 족의 재정착을 강요하는 결과를 가져왔으나 수백명은 습지들로 달아나거나 플로리다에 남아있었다.

### 주 지위
1839년 플로리다는 주 지위를 위한 준비에 헌법을 작성하였으나 합중국에 편입을 기다려야 했다. 플로리다는 노예주가 되려고 하였고, 의회는 노예주와 자유주들 사이에 균형을 유지하길 원하였다. 1845년 3월 3일 노예주로서 합중국에 편입되었다. 이듬 해에 아이오와주는 자유주로서 편입되었다.

### 남북 전쟁과 재건

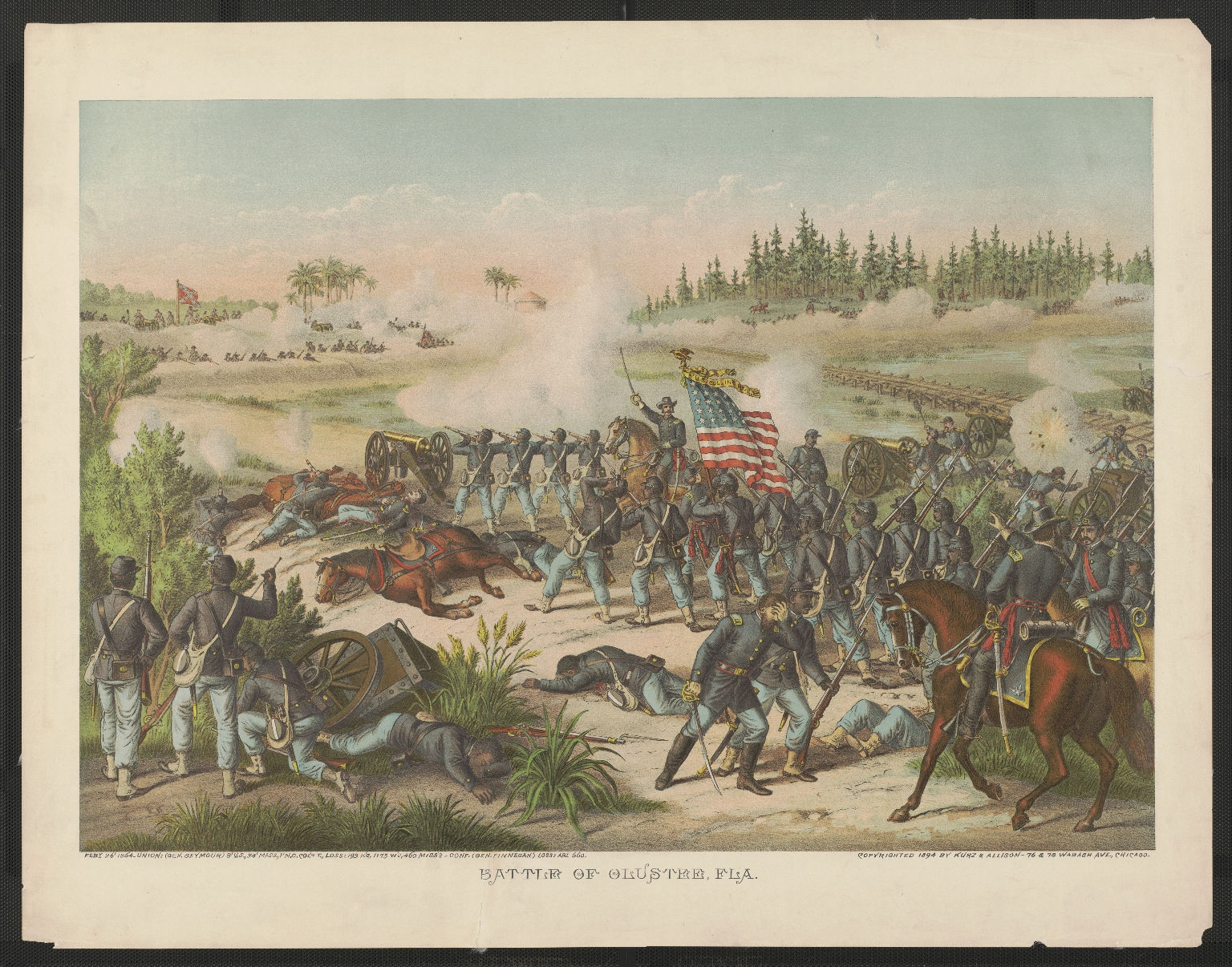
남북 전쟁 중에 플로리다 주에서 벌어진 단 하나의 전투인 올루스티 전투

1860년 에이브러햄 링컨이 대통령에 당선되었다. 플로리다 주와 다른 노예주들은 링컨이 자신들의 생활 방향에 위협으로 여겼다. 1861년 1월 10일 플로리다 주는 합중국에서 탈퇴하여 아메리카맹방에 가입하였다.
남북 전쟁이 일어나는 동안에 북군은 플로리다 주의 해안 타운들의 대부분과 키웨스트를 포획하였다. 그러나 1864년 2월 20일에 벌어진 올루스티 전투에서 남군이 이겨 내부 지방의 통치를 간직하였다. 이 지방의 농부들은 소, 돼지, 소금과 다른 식량들을 맹방의 배에 실어 나머지로 보냈다. 1865년 3월 내추럴 브리지 전투에서 어린이들과 노인들에 의하여 도움을 받은 남군의 작은 단체가 북군에 대항하여 성공적으로 탤러해시를 방어하였다. 탤러해시와 텍사스주 오스틴은 연방군이 포획하지 않은 단 2개의 맹방주의 수도들이었다.
전쟁이 끝난 후 남부 제주의 재통합 기간 동안에 플로리다 주와 다른 맹방의 주들은 연방 군사 지배의 아래에 들어왔다. 패안 주들은 합중국에 재편입될 수 있기 전에 확실한 요구를 만나야 했다. 플로리다 주는 노예 제도를 폐지하였으나 어떤 다른 요구들을 받아들이는 데 거부하였다. 공화당원들이 1868년 플로리다주 정부의 통치를 얻었다. 그해에 입법부는 18조 조항을 미국 헌법에 비준하여 인권을 보증하고, 플로리다 주는 합중국에 재편입되었다.

### 주 승격
1880년대 동안에 플로리다 주는 재빠르게 발전하였다. 지질학자들은 인산염이 대량 매장되어있음을 발견하였다. 주 정부와 개인 투자자들은 습지들을 배수하는 데 시도들을 새롭게 하였다. 대군들 헨리 M. 플래글러와 헨리 B. 플랜트에 의하여 지어진 철도들은 개발을 위한 새로운 대지들의 개장으로 이끌었다. 감귤류는 플로리다주 북중부에서 재배되었다. 리조트 도시들이 생겨났고 북부의 주들에서 온 주민들과 돈이 플로리다 주로 쏟아져 들어왔다.
1894년~1895년의 겨울은 맹추위가 감귤류 대부분에 손해를 끼쳤다. 감귤류 재배자들은 주의 남중부에 새로 농장을 심었다. 이 운동은 플로리다 주의 남부 개발에 공헌하였다. 1896년 플래글러는 그의 플로리다 이스트 코스트 철도를 남쪽의 마이애미까지 연장했다.

### 1900년대 초반
1906년 플로리다주는 포트 로더데일 근처의 습지를 배수하기 시작하였다. 이 개발은 농장과 리조트들을 위한 새로운 대지를 열었다. 플로리다주의 부동산에서 만들어질 환상적인 이득의 리조트들이 나라를 휩쓸었다. 수십만 명의 대지 투기 업자들이 주로 모여들고 플로리다 주의 인구는 상승하였다. 1921년에는 7개의 새로운 카운티들이 형성되었다. 1925년으로 봐서 플로리다 주의 경제는 향상과 번영의 증가하는 거품이 되었다.
1926년 공황이 플로리다주를 치자 거품이 폭발하고, 은행들이 문을 닫았다. 부유한 주민들은 갑자기 자신들의 돈을 잃었다. 1926년과 1928년 주의 대서양 해안을 친 2개의 파괴적인 허리케인이 수백 명의 주민들을 죽인 결과를 가져왔다. 1920년대 후반에 이 재앙들로부터 플로리다주는 부분적으로 회복되었다. 그러고나서 1929년 대공황이 미국에 타격을 주었다.
연방과 주립 복지의 측량들은 플로리다 주민들이 대공황을 싸우는 데 도움을 주었다. 플로리다주는 천연자원들을 개발하는 직업들을 창출했다. 개인적 산업들에 의하여 제재소의 건설은 산림 보호 프로그램들로 이끌었다. 냉각 공장들은 과일과 채소들을 보존하는 데 지어졌다. 농부들은 농업 협동 조합과 협동 시장들을 설립하였다. 1935년과 1941년 엄한 허리케인들이 남부 플로리다를 휩쓸 때에 주는 역류를 겪었다.

### 1900년대 중반
대서양을 따라, 파나마 운하 근처에 놓인 플로리다 주의 위치는 제2차 세계 대전이 일어나는 동안에 서반구의 방어에 주의 생명을 만들었다. 대지, 바다와 공중 기지들은 주의 많은 부분들에 설립되었다.
전쟁이 끝난 후에 플로리다 주의 인구는 빠르게 자라났다. 관광업이 붐을 일으켜 주의 지도적인 소득의 근원을 남겼다. 그러나 산업적 확장은 플로리다 주에 더 많은 균형적 경제를 주는 데 도왔다. 화학품, 전자, 종이 제품 같은 산업의 개발과 대양과 우주 탐험이 플로리다 주의 팽창 노동력을 위한 직업을 마련하였다.
1950년대 케이프커내버럴은 우주와 로켓의 중심지가 되었다. 미국은 1958년 케이프커내버럴에서 첫 위성을, 1961년에 그 첫 인간 우주 비행들을, 그리고 1969년 우주 비행사를 실은 첫 우주선을 발사하였다.
1960년대 초반에 쿠바가 공산주의 통치 아래로 떨어졌다. 공산주의에 반대하는 많은 쿠바인들이 플로리다로 달아나 마이애미와 하이얼리아에 주로 정착하였다.
많은 다른 주들처럼 1950년대와 1960년대에 플로리다 주는 심각한 인종 문제들을 향하였다. 1954년 미국 대법원은 공공 학교에서 의무적 인종 분리가 비헌법적이라고 다스렸다. 당시 플로리다주 헌법은 흑인과 백인 어린이들이 같은 학교들에 입학하는 것을 허락하지 않았다. 주의 공공 학교들의 인종 차별 폐지가 1959년 데이드 카운티(오늘날의 마이애미-데이드 카운티)에서 시작되었다. 1970년대로 봐서 모든 카운티가 전부 혹은 대부분의 공립 학교들에서 인종 차별을 폐지하였다.
1960년대에 플로리다 주는 더 높은 교육을 위한 그 시설들을 확장하는 데 야심적인 프로그램을 시작하였다. 이 프로그램은 부분적으로 해양학과 항공 우주 산업에서 인원을 위한 미래의 청구들에 봉사하는 데 디자인되었다. 1960년대 동안에 플로리다 주에서 4개의 새로운 주립 대학교 캠퍼스, 몇몇의 새로운 사립 대학교와 단과 대학, 그리고 15개의 새로운 공공 공동체 단과 대학들이 설립되었다. 추가적인 주립 대학교 캠퍼스와 공공 공동체 단과 대학들은 1970년대 초반에 개교하였다.

### 1900년대 후반

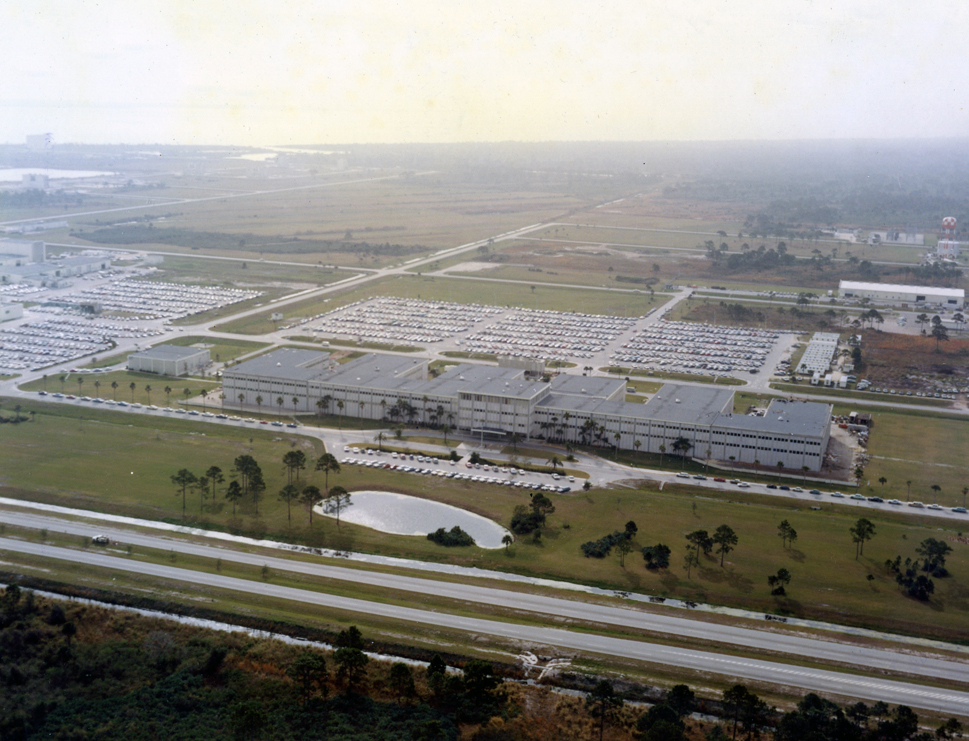
케네디 우주 센터

1970년대와 1980년대 동안에 플로리다 주는 재빠르게 번창하였다. 그 인구는 1970년부터 1980년까지 44 퍼센트나 증가하였다. 1971년 월트 디즈니 월드 리조트가 올랜도 근처에서 개장하였다. 올랜도 지역은 주의 가장 빠르게 번창하는 지방이 되었다. 다른 붐이 일어난 지역들은 다수의 도시들 - 마이애미, 탬파, 잭슨빌, 포트 로더데일과 웨스트 팜 비치의 외곽들을 포함하였다. 1977년 새 주 의사당이 탤러해시에 완공되었다. 이 건물은 22층이나 오르는 편이다.
1980년대의 첫 절반 동안에 플로리다 주에서 다수의 직업들이 24 퍼센트나 증가하였다. 이 많은 직업들은 전자, 제조업과 숙련 서비스들에 있었다. 플로리다 주의 경제는 관광업과 감귤류 산업에 대량으로 의지하는 데 공헌하였다. 그러나 무역, 금융과 다른 서비스업의 확장이 거대하게 안정된 번창을 위한 주의 번영들을 강하게 하였다.
플로리다 주의 눈부신 번창은 문제들을 가져왔다. 증가하는 인구는 더 많은 주택, 도로, 학교와 하수와 물처리 설비와 보건과 사회 서비스들을 필요하였다. 1900년대 후반에 100,000명 이상의 쿠바와 아이티 난민들이 플로리다에 정착하였다. 그들의 많은 이들은 가난하고 약간의 직업 실력을 가졌으며 그들은 사회 서비스 대리들에 요구를 늘이는 원인을 가져왔다.
방치된 개발은 또한 플로리다 주의 환경을 보호하고 향상시키는 데 자라나는 근심으로 이끌었다. 1970년대 동안에 항의들이 에버글레이즈 근처에 있는 제트기 비행장과 주의 북부를 가로지르는 운하에 직업의 취소로 이끌었다. 자원 보호론자들은 이 프로젝트들이 야생 생물에 위험을 주고 자연적 미모의 거의를 파괴시킬 것이라고 주장하였다. 1960년대에 오키초비 호로 흘러들어가는 키시미 강의 코스를 짧게 하는 데 운하가 지어졌다. 1980년대 중반으로 봐서 운하에 의하여 날라진 과도한 영양물은 호수에서 번성하는 조류를 일으켰다. 이 상황은 오키초비 호에서 생명의 다른 형성들에 위협을 주었다. 1983년 주와 연방 정부들은 키시미 강을 그 전의 코스로 되돌리는 데 결정하였다. 일은 1989년에 시작되었고 2010년 안으로 완료되는 데 계획되었다.

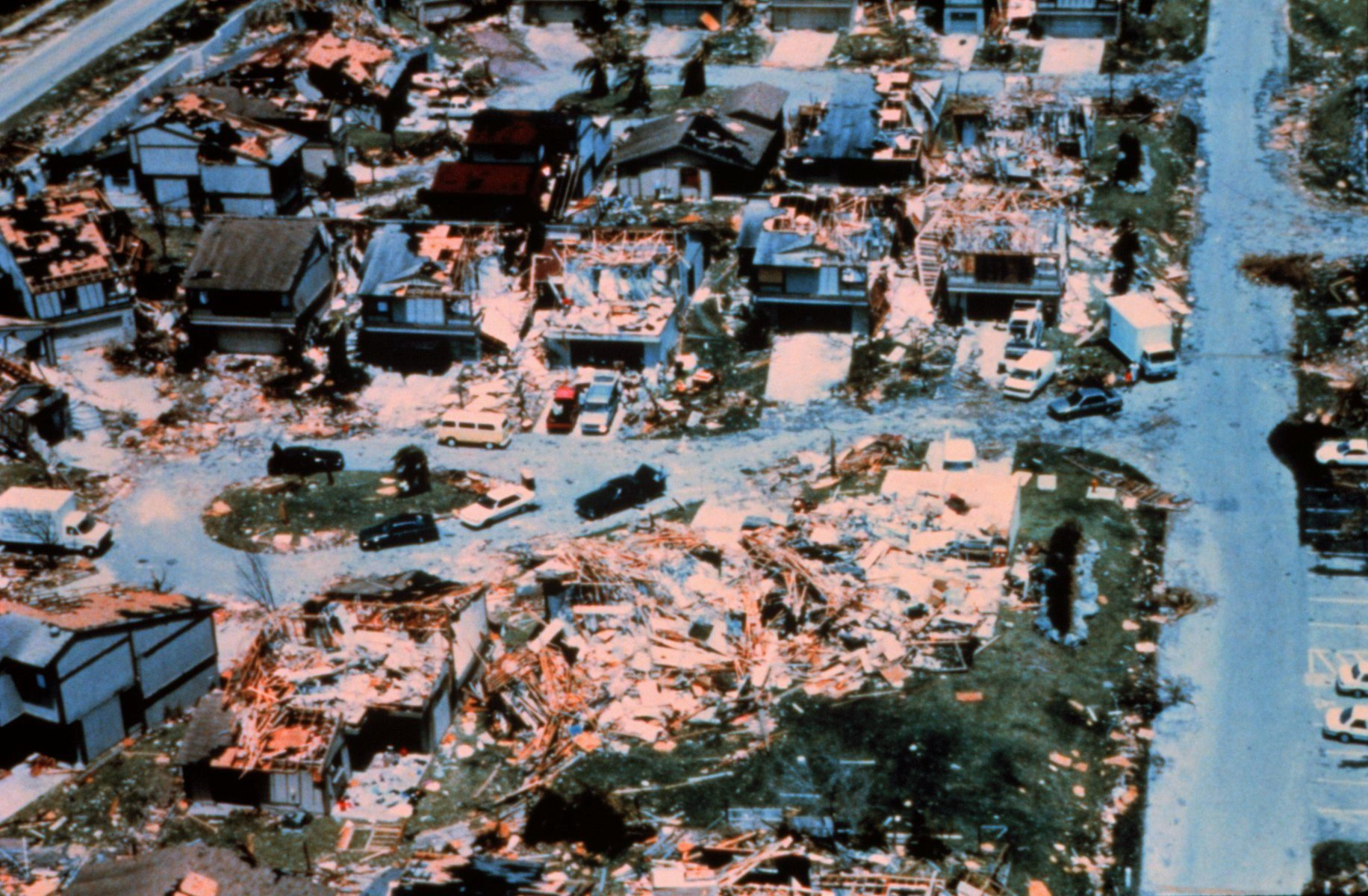
허리케인 앤드루에 이어 파괴된 마이애미-데이드 카운티

1983년부터 1985년을 통하여 플로리다 주의 감귤류 산업은 심각한 역류를 겪었다. 얼어 죽는 날씨와 균성병이 많은 중부 플로리다 감귤 농원들을 파괴시켰다. 1992년 허리케인 앤드루가 일어났다. 이 허리케인은 65명의 주민들이 사망하는 결과를 가져오고, 대부분 마이애미-데이드 카운티에서 대략 25만 억달러의 재산 피해를 일으켰다. 마이애미 남부의 홈스테드에서는 도시의 건물의 대략 90 퍼센트가 파괴되거나 손해를 입었다.
1998년 미국 역사상 최악의 번갯불이 플로리다 주를 휩쓸었다. 500,000 에이커스(200,000 헥타르) 이상이 불타고 주의 북부와 중부가 가장 곤란한 타격을 입었다.

### 21세기
2000년 미국 대통령 선거가 있는 동안에 플로리다 주는 주의의 초점이 되었다. 텍사스 주지사 조지 W. 부시와 앨 고어 부통령 사이에 경주의 결과가 플로리다 주의 25개의 선거 인단을 받은 이에 의지하였다. 플로리다 주에서 투표는 주가 재계표를 세는 데 가장 가까웠다. 고어는 확실한 카운티들에서 안내서의 재개표들을 요구하고 부시는 그 재개표들을 위한 필료함을 재판소에서 도전하였다. 선거가 열린지 5주 후에 미국 대법원은 안내서의 재개표들을 멈추는 지배를 하여 고어가 양보하였다.
2004년 8월 허리케인 찰리가 플로리다 주의 서부 해안을 쳐서 주를 잡아찢었다. 허리케인은 35명의 사망과 14만 억달러의 재산 피해를 일으켰다. 9월의 말로 봐서 3개의 더 많은 허리케인들이 주를 강타하였다.
2005년 8월 허리케인 카트리나가 남부 플로리다 주를 치고 걸프 해안으로 지속적으로 들어가 많은 사상자와 넓게 펼쳐진 손해를 일으켰다. 10월에는 허리케인 윌머가 주의 남동부 해안을 치고 북동부로 진행되어 더 많은 사상자와 파괴를 일으켰다.

## 경제

### 서비스업

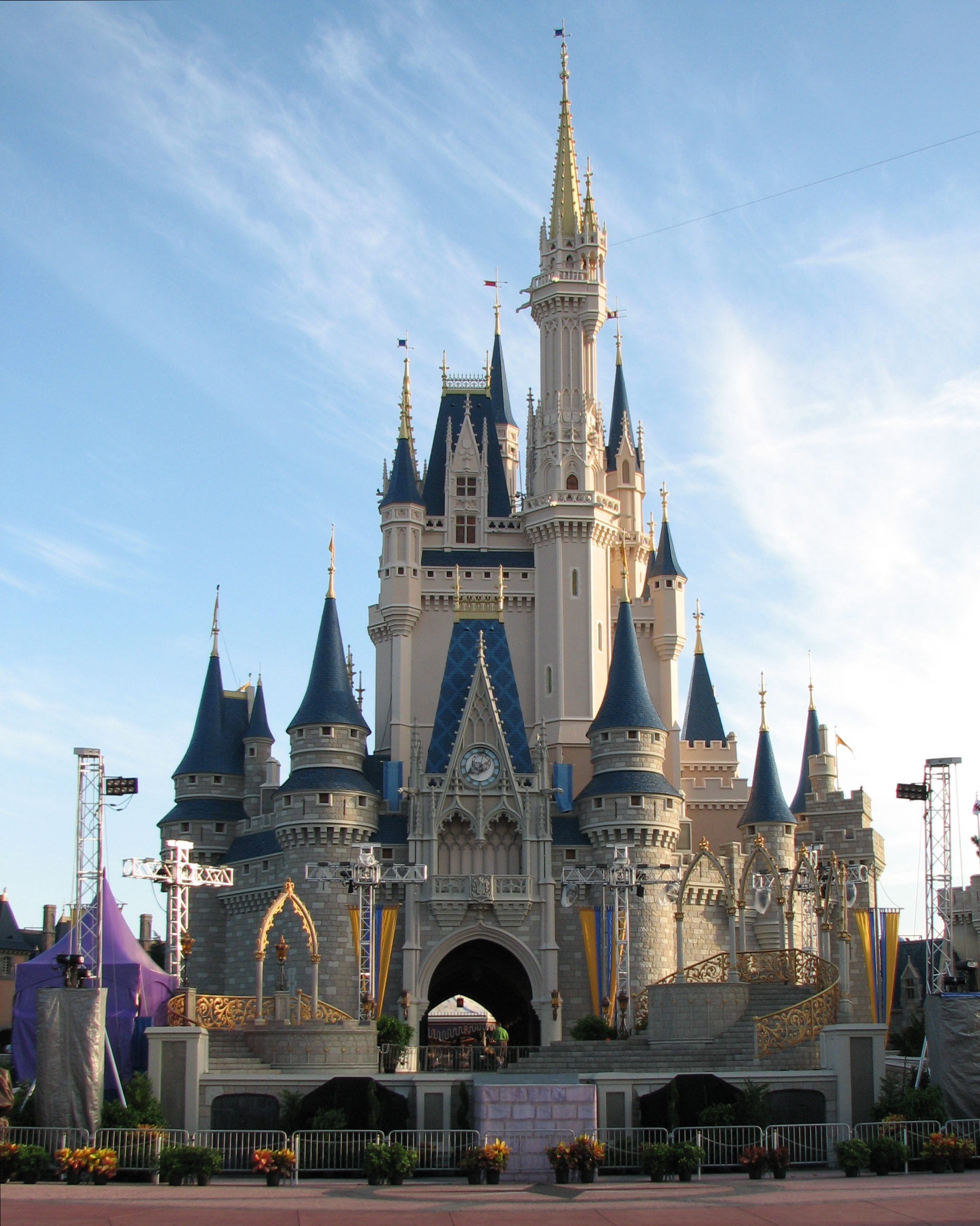
월트 디즈니 월드 리조트

서비스업은 플로리다 주의 고용과 국내총생산 양쪽의 대략 6분의 5를 마련한다. 서비스업들은 주로 잭슨빌, 마이애미, 올랜도와 탬파-세인트피터즈버그 지역들에서 운영된다.
플로리다 주의 식당과 호텔들은 해마다 방문하는 수천만명의 관광객들로부터 이득을 얻는다. 많은 호텔과 리조트들은 해안 지역들을 따라 놓여있다. 올랜도 근처에 있는 테마 유원지이자 오락 단지인 월트 디즈니 월드 리조트는 세계에서 지도적인 관광지들 중의 하나이다.
플로리다 주의 지도적인 금융 중심지들은 잭슨빌, 마이애미, 올랜도와 탬파-세인트피터즈버그 지역들이다. 부동산 회사들은 퇴직 공동체와 휴양 리조트들의 개발에 의한 거의 소득에 가져와졌다. 플로리다 주에서 운영되는 투자 회사들은 퇴직자들로부터 거의 비지니스를 받는다.
주도인 탤러해시는 정부 활동의 중심지이다. 연방 정부는 케이프 캐너버럴에 케네디 우주 센터, 팬핸들에서 에글린 공군 기지와 펜서콜라에서 해군 비행장을 운영한다. 미국에서 가장 큰 수퍼마켓들 중의 2개인 퍼블릭스 수퍼 마켓 주식회사와 윈-딕시 스토어즈가 플로디다 주에 본부를 두었다. 몇몇의 쇼핑과 순항 라인들이 플로리다 주에 기지를 두었다.

### 제조업
컴퓨터와 전자 제품들은 플로리다 주의 제조품들을 이끌고 있다. 통신 용구, 컴퓨터의 마이크로칩과 구성 요소와 수색과 항해, 보건과 측량 용구들은 이 부문의 지도적인 생산품들이다. 이 많은 첨단 기술 직업들은 올랜도와 탬파 지역들에 있다. 많은 인터넷 회사들이 플로리다주 남부에 기지를 두었다.
식료품 가공업도 또한 중요하다. 감귤류 가공업은 주에서 가장 큰 산업들 중의 하나이다. 대부분 주의 중부에 있는 가공장들은 감귤류 주스, 캔으로 된 주스, 과일 통조림과 감귤류 부산물을 생산한다. 플로리다 주는 또한 제과류, 낙농제품, 정육, 해산물, 청량음료와 설탕 제품을 생산한다.
다른 지도적인 생산품들은 화학품, 합성 금속 제품, 의료 용품, 비금속 미네랄과 교통 수단을 포함한다. 비료와 약품은 지도적인 화학품들이다. 기계 조립품과 금속 문과 창문은 합성 금속 제품의 주요 부분들이다. 의료 용품은 주로 잭슨빌과 마이애미 지역들에서 만들어진다. 시멘트와 콘크리트 제품들은 지도적인 비금속 미네랄 제품들이다. 항공기와 그 부품, 선박도 또한 플로리다 주에서 만들어진다.

### 농업

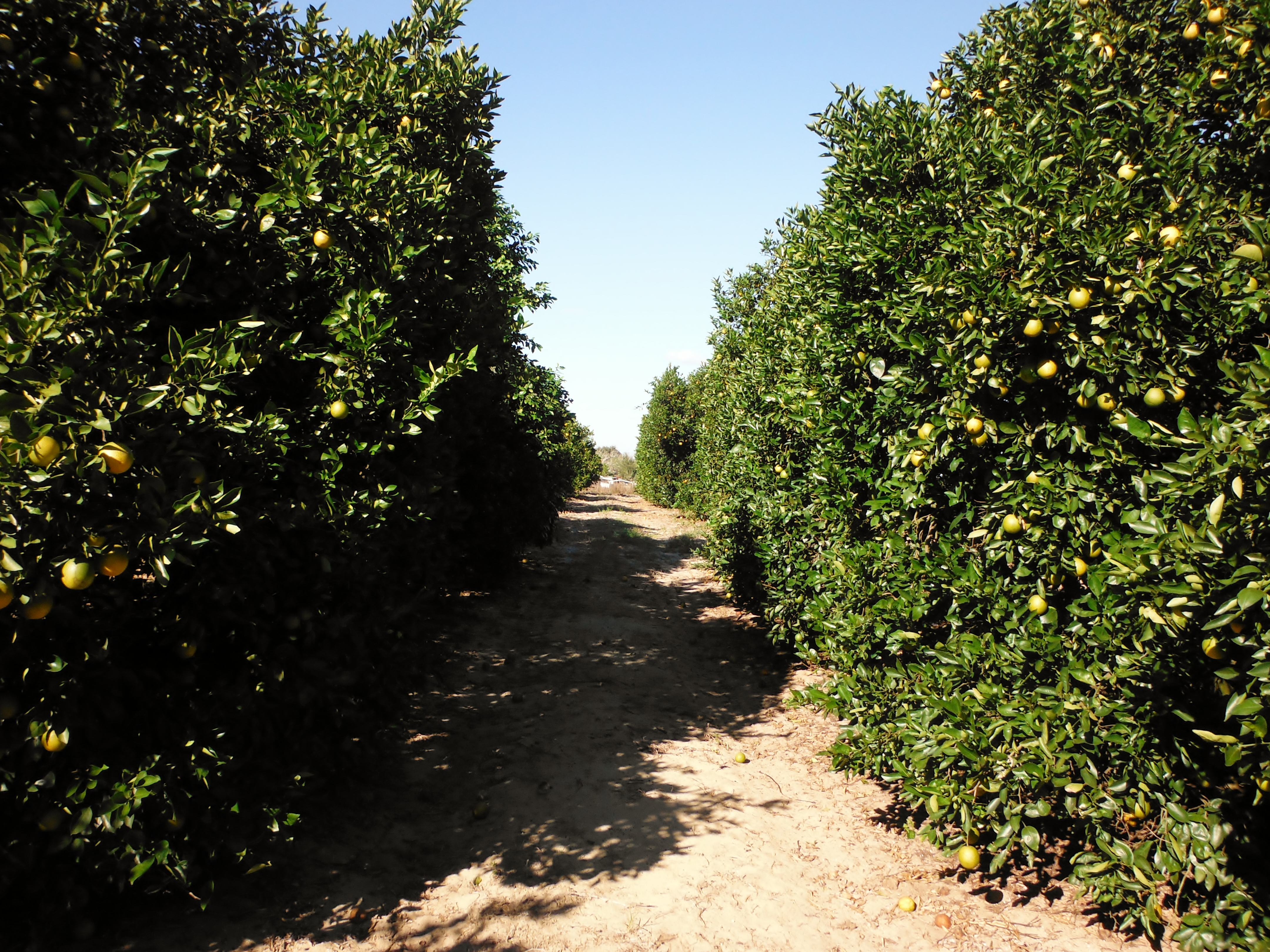
플로리다 주의 오렌지 농원

농장 지대가 플로리다 주의 대략 4분의 1을 덮고 있다. 수확물은 플로리다 주의 총 농업 소득의 대략 5분의 4를 차지한다. 오렌지는 주의 가장 중요한 농산물이다. 주에서 자라는 다른 감귤류로는 그레이프프루트와 탕헤르 오렌지를 포함한다. 플로리다 주는 그레이프프루트, 오렌지와 탕헤르 오렌지의 미국에서 가장 큰 생산지이다. 주의 주요 감귤류 농원들은 플로리다 주의 남중부에 놓여있다. 주는 또한 딸기, 블루베리와 수박을 재배한다.
토마토는 플로리다 주의 가장 중요한 채소이며, 대부분 주의 주요 채소 재배 지방인 플로리다주 남부에서 왔다. 플로리다 주에서 생산되는 다른 중요한 채소들은 양배추, 오이, 후추, 감자, 강낭콩, 호박과 사탕 옥수수를 포함한다. 많은 북부의 주들은 추운 개월 동안에 깨끗한 채소들을 위해 플로리다 주에 의지하는 편이다.
사탕수수는 또다른 중요한 수확물이며, 플로리다 주는 사탕수수 생산에서 나라를 이끌고 있다. 오키초비 호 남부에 있는 지방은 사탕수수 재배의 중심지이다. 플로리다 주에서 재배되는 다른 수확물로는 옥수수, 면화, 건초와 땅콩을 포함한다. 플로리다 주는 캘리포니아주에 이어 온실과 종묘품 생산에서 2위에 들어와 있으며, 대부분 주의 중부와 남부에서 자란다.
가축과 축산물은 플로리다주 농업 소득의 대략 5분의 1을 차지한다. 육우와 우유는 주의 주요 축산물들 중에 랭킹으로 들어와있다. 육우 사육의 가장 큰 지방들은 주의 중부의 남중부에 있다. 가금류와 달걀 생산도 또한 중요하다. 매리언 카운티의 농장들은 순혈종의 경마를 사육한다. 또한 플로리다 주는 양식 어업의 중요한 주이기도 하다.

### 광업
석회암과 인산염은 플로리다 주의 가장 가치적인 광물들이다. 주는 양제품의 지도적인 생산주이다. 플로리다주 서중부에 있는 카운티들은 인산염을 생산한다. 주의 전역을 통하여 체석장들은 석회암을 마련한다.
천연가스와 석유는 주로 주의 북서부와 남부에서 체굴된다. 개즈던과 매리언 카운티에 있는 광산들은 석유를 여과하는 데 쓰이는 점토인 백토를 공급한다. 퍼트넘 카운티는 카올린의 큰 양을 생산한다.

### 수산업
게, 그루퍼, 가재와 새우는 플로리다 주의 지도적인 잡이이며 수산업 총가격의 대략 3분의 2를 차지한다. 다른 수산물로는 대합조개, 굴, 상어, 도미, 황새치와 다랑어를 포함한다. 물에서 떨어진 먼로와 피넬라스 카운티들은 주요 해면 수산업의 중심지들이다.

## 주민
| 인구조사                         | 인구       | Note | %±    |
| -------------------------------- | ---------- | ---- | ----- |
| 1830년                           | 34,730     |      | —     |
| 1840년                           | 54,477     |      | 56.9% |
| 1850년                           | 87,445     |      | 60.5% |
| 1860년                           | 140,424    |      | 60.6% |
| 1870년                           | 187,748    |      | 33.7% |
| 1880년                           | 269,493    |      | 43.5% |
| 1890년                           | 391,422    |      | 45.2% |
| 1900년                           | 528,542    |      | 35.0% |
| 1910년                           | 752,619    |      | 42.4% |
| 1920년                           | 968,470    |      | 28.7% |
| 1930년                           | 1,468,211  |      | 51.6% |
| 1940년                           | 1,897,414  |      | 29.2% |
| 1950년                           | 2,771,305  |      | 46.1% |
| 1960년                           | 4,951,560  |      | 78.7% |
| 1970년                           | 6,789,443  |      | 37.1% |
| 1980년                           | 9,746,324  |      | 43.6% |
| 1990년                           | 12,937,926 |      | 32.7% |
| 2000년                           | 15,982,378 |      | 23.5% |
| 2010년                           | 18,801,310 |      | 17.6% |
| 2019 (추산)                      | 21,477,737 |      | 14.2% |
| Sources: 1910–2010 2019 Estimate |            |      |       |

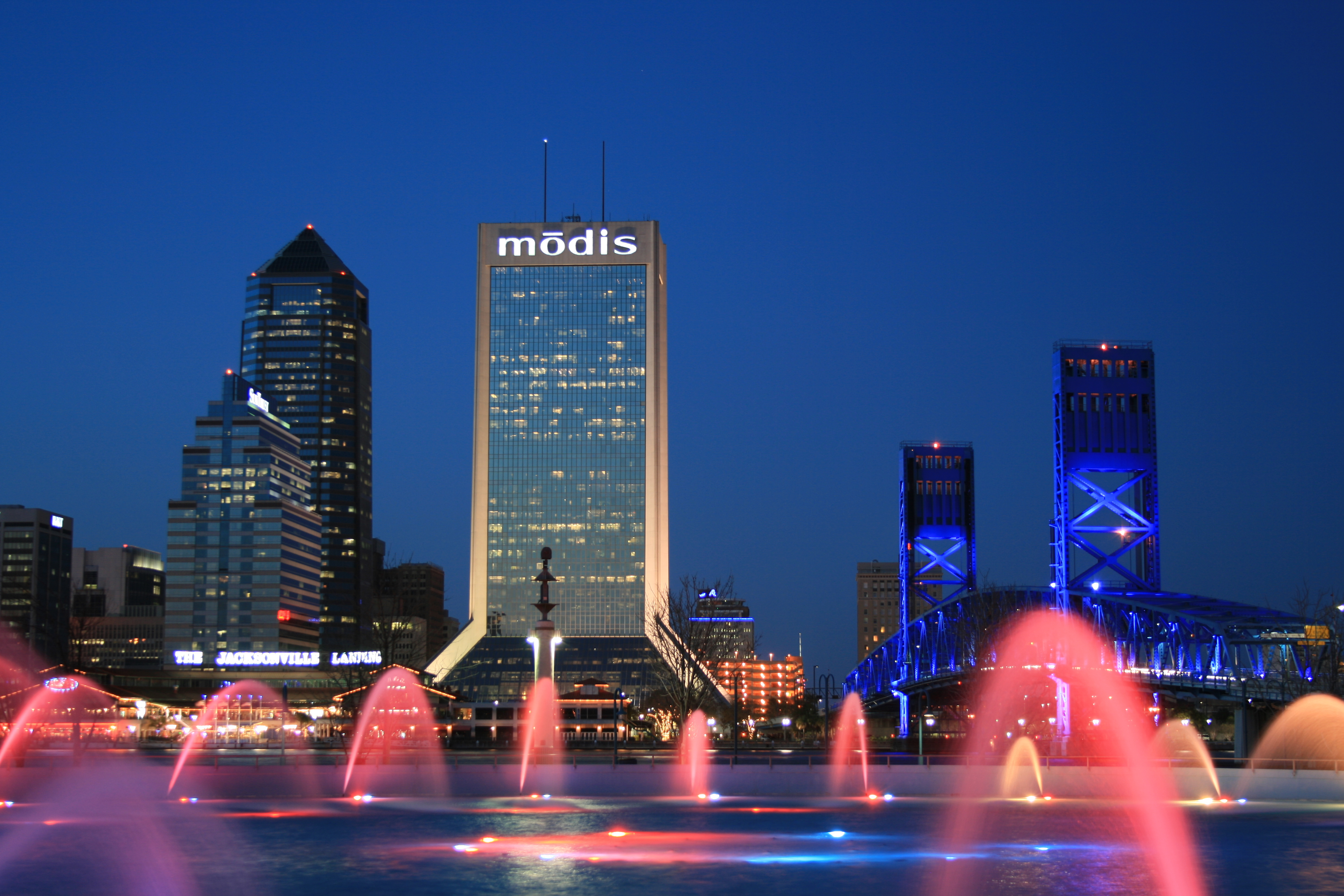
잭슨빌의 야경

2000년 미국 인구 조사국은 플로리다 주의 인구가 15,982,378명이라고 보고하였다. 인구는 1990년에 본 12,937,926명에서 24 퍼센트나 증가하였다. 1990년대 동안에 미시시피강 동부의 주들 중에 조지아주 만이 번영의 더 높은 퍼센티지를 가졌다. 플로리다 주는 50개의 주들 중에 4위로 들어와 있다.
플로리다 주민의 대략 94 퍼센트는 주의 19개의 메트로폴리탄 지역들에 살고 있다. 이 지역들은 케이프 코럴-포트 마이어스, 델토나-데이터나 비치-오먼드 비치, 포트 월튼 비치-크레스트 뷰-데스틴, 게인스빌, 잭슨빌, 레이클랜드, 마이애미- 포트로더데일-마이애미비치, 네이플즈-마코 아일랜드, 오칼라, 올랜도, 팜 베이-멜번-티투스빌, 파나마 시티-린 헤이븐, 펜서콜라-페리 패스-브렌트, 포트 세인트 루시-포트 피어스, 푼타 고다, 새러토사-브레이든턴-베니스, 탤러해시, 탬파-세인트피터즈버그-클리어워터와 베로 비치이다.
잭슨빌은 735,000명 이상의 인구와 함께 한 플로리다 주에서 가장 큰 도시이다. 150,00명 이상의 인구를 가진 다른 도시들은 크기의 순서로 봐서 마이애미, 탬파, 세인트피터즈버그, 하이얼리아, 포트 로더데일과 탤러해시이다.
미국의 다른 주들로부터 온 많은 노인들이 퇴직 후에 플로리다 주로 이주한다. 주 인구의 대략 15 퍼센트는 아프리카계 미국인이다. 히스패닉은 플로리다주 인구의 대략 17 퍼센트를 차지한다. 미국의 외부에서 태어난 주민들 중에 큰 단체들은 캐나다, 콜롬비아, 쿠바, 아이티, 자메이카, 멕시코, 니카라과와 베네수엘라에서 왔다.

## 스포츠 구단
- 축구 (NASL) : 탬파베이 라우디스, 포트로더데일 스트라이커스
- 야구 (MLB) : 탬파베이 레이스, 마이애미 말린스
- 농구 (NBA) : 마이애미 히트, 올랜도 매직
- 미식축구 (NFL) : 마이애미 돌핀스, 잭슨빌 재규어스, 탬파베이 버커니어스
- 아이스하키 (NHL) : 플로리다 팬서스, 탬파베이 라이트닝